# Codul civil al României
În România, codul civil actual a intrat în vigoare la 1 octombrie 2011, înlocuind vechiul cod civil intrat în vigoare la 1 decembrie 1865. Actul normativ reglementează raporturile patrimoniale și nepatrimoniale dintre persoane, ca subiecte de drept civil. Stabilirea regulilor de competență și de judecare a cauzelor civile, precum și cele de executare a hotărârilor instanțelor și a altor titluri executorii, în scopul înfăptuirii justiției în materie civilă, se face în baza Codului de procedură civilă.

## Adoptarea
Ca urmare a aderării României la Uniunea Europeană, începând cu anul 2004 a fost inițiat proiectul de redactare a unui nou cod civil care să îndeplinească cerințele sociale și legale moderne și care să se potrivească actualului climat instituțional și social din România precum și schimbările legislației civile din alte țări. Actul normativ a fost adoptat prin asumarea răspunderii guvernului de către Parlamentul României prin Legea nr. 287 din 17 iulie 2009 și republicat cu modificări în 15 iulie 2011 în Monitorul Oficial Partea I nr. 505-2011.
Codul civil a intrat în vigoare prin adoptarea Legii de punere în aplicare nr. 71/2011, act normativ care cuprinde și unele măsuri tranzitorii ce vor fi aplicate până la intrarea în vigoare a noului cod de procedură civilă.